# Der Klang der Wellen

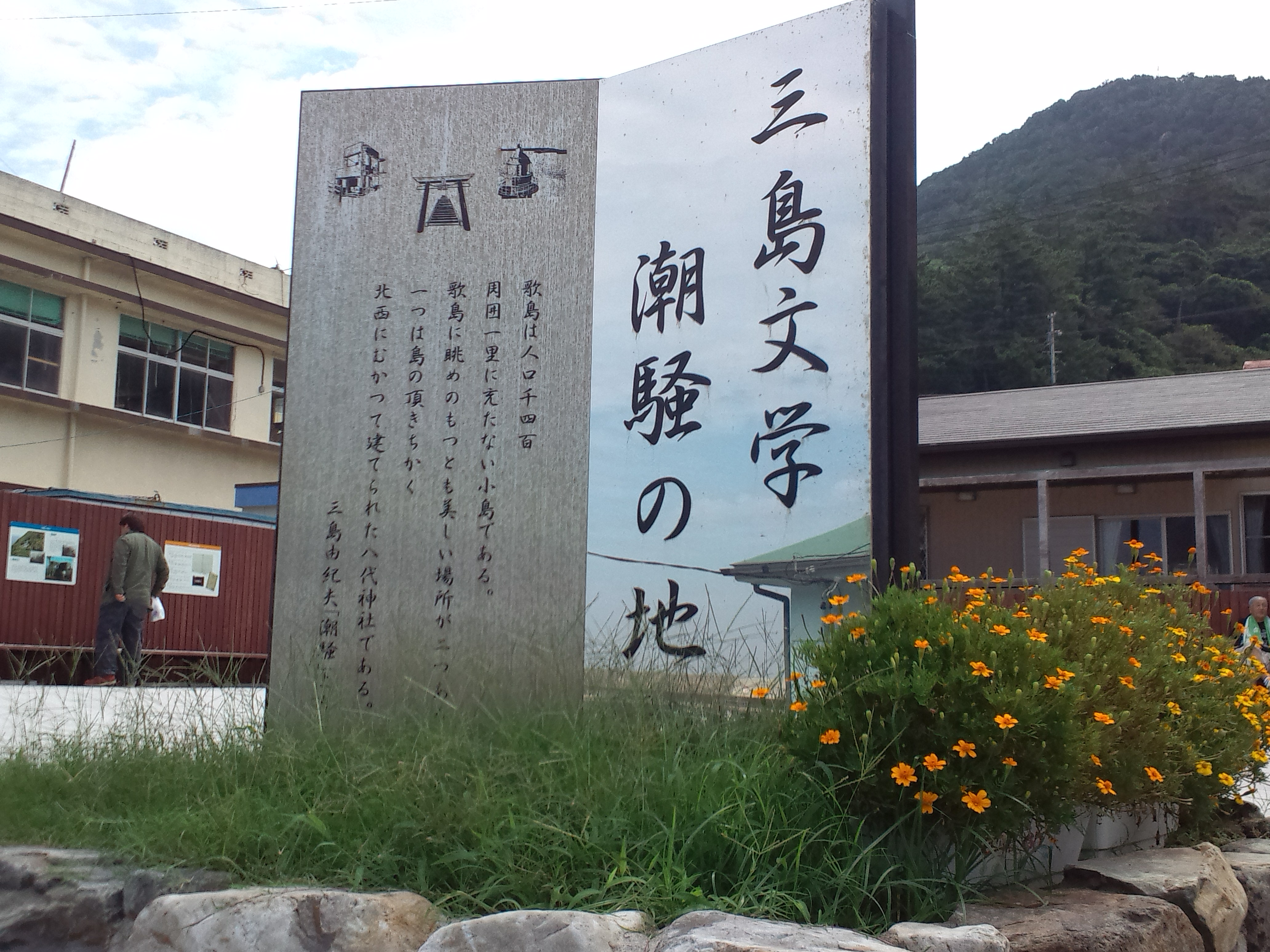
Monument für Mishima auf der Insel Kamishima zur Ehrung des Buches Der Klang der Wellen

Der Klang der Wellen (jap. 潮騒, Shiosai), in früheren Editionen noch Die Brandung, ist ein 1954 veröffentlichter Roman von Yukio Mishima.
Er erzählt eine Coming-of-Age-Story über den Fischer Shiji, der im wertkonservativen fiktiven Fischerdorf Uta-jima eine romantische Beziehung mit der exzentrischen Muscheltaucherin Hatsue anfängt. Als im Dorf das Gerücht verbreitet wird, Shinji nutze lediglich Hatsues Liebe aus, um ihre Jungfräulichkeit zu nehmen, droht ihre junge Liebe auseinanderzubrechen. Erst als Shinji ein im Sturm gefangenes Schiff vor dem Kentern bewahrt, akzeptiert Hatsues Vater die Beziehung und gibt Shinji die Erlaubnis, Hatsue zu heiraten.
Das für Mishimas Verhältnisse zahme Buch zementierte seinen Status als erfolgreichster Autor Japans und einen der erfolgreichsten Autoren weltweit. Es wurde mit dem Shincho-Preis prämiert und bisher fünf Mal als Film adaptiert.

## Handlung
Shinji Kubo lebt zusammen mit seiner Mutter, einer Muscheltaucherin und seinem jüngeren Bruder Hiroshi in dem kleinen Fischerdorf Uta-jima. Zusammen mit seiner Mutter sorgt er für den Familienunterhalt; Shinjis Vater starb im Zweiten Weltkrieg, als sein Fischerboot unter Beschuss eines US-amerikanischen Bombers stand. Dennoch lebt die Familie ein halbwegs friedliches Leben und Shinji ist zufrieden in seinem Leben als Fischer, zusammen mit seinem Vorgesetzten Jukichi Oyama und seinem Arbeitskollegen Ryuji.
Die Zeiten ändern sich drastisch als der Sohn Terukichi Miyatas, des reichsten Mannes des Dorfes, verstirbt und er sich deshalb dazu entscheidet, seine Hatsue zurück in das Dorf zu holen, welche er zuvor an eine Gruppe an Muscheltauchern auf einer anderen Insel weggab. Hatsue wird als junges Mädchen unglaublicher Schönheit beschrieben; folglich hat sie bei Ankunft im Dorf eine große Anzahl an Bewunderern, darunter auch Shinji. Terukichi plant derweil, Hatsue an einen Mann im Dorf zu verheiraten.
Kurz darauf lernen sich Shinji und Hatsue näher kennen und verlieben sich ineinander. Als Chiyoko, die Tochter des Leuchtturmwärters, aus ihrem Studium an der Universität Tokio zurück ins Dorf kommt, stellt sie enttäuscht fest, dass Shinji, mit dem sie eine romantische Beziehung geführt hat, in Hatsue verliebt ist. Sie nutzt deshalb den Neid ihres Dorfnachbarn Yasuo Kawamoto, eines weiteren Bewunderer Hatsues, aus, um das Gerücht zu verbreiten, Shinji wolle Hatsue dazu ausnutzen, ihr die Jungfräulichkeit zu nehmen. Außer sich vor Neid, Shinji könne Hatsue entjungfern, versucht Yasuo in der Nacht, Hatsue zu vergewaltigen, als diese gerade am Brunnen ihren Wassereimer füllen möchte. Der Versuch schlägt fehl, da Tatsuo beim Zerreißen von Hatsues Kleidung Opfer einer Hornissenattacke wird. Seines Verhaltens beschämt, schlägt er Hatsue vor, zukünftig für sie den Wassereimer zu füllen und in das Dorf zurückzuschleppen, wenn sie das Geschehnis für sich behält.
Als Terukichi das Gerücht hört, verbietet er Hatsue weiteren Umgang mit Shinji; nur durch Jukichi und Ryuji kommunizieren beide durch geheime Briefe weiter miteinander. Terukichi weigert sich vehement, Shinji für eine Aussprache zu treffen und als Shinjis Mutter – wissend darum, dass Shinji kein Lügner ist – vergeblich versucht, mit Terukichi zu sprechen, verhärtet dies die Fronten zwischen Shinji und Hatsue. Bevor Chiyoko zurück an die Universität fährt, trifft sie sich mit Shinji und fragt ihn, ob er sie unattraktiv finde. Als Shinji dies verneint und ihr gut für ihre Zukunft zuredet, bekommt Chiyoko Gewissensbisse. Zurück in Tokio ist sie geplagt von den Gedanken, Shinjis Chance auf ein glückliches Leben zerstört zu haben.
Zum Ende des Sommers wählt Terukichi Yasuo und Shinji als Schiffsführer der Utajima-maru aus. Als dieses in einen wilden Sturm gerät, ist es allein Shinjis Courage und Durchsetzungskraft, die das Schiff vor dem sicheren Kentern sichern kann. Terukichis Beweggrund, dieses Ereignis zu initiieren, kommt heraus, als dessen Frau die Briefe von Chiyoko zeigt, in denen diese das Gerücht und ihre Teilhabe daran aufdeckt. Sie wolle nicht mehr zurück in das Dorf kommen, da sie sich nicht traut, Shinji noch in die Augen zu blicken – ihrer alte Liebe, der sie böswillig das Glück genommen hat. Als Terukichi von seiner Frau konfrontiert wird, erzählt er ihr von seinem Plan, Shinji zu Hatsues Ehemann zu machen. Die Schiffsfahrt war eine Mutprobe, um herauszufinden, wer der beiden Männer es wert ist, Hatsue zur Frau zu nehmen. Shinjis mutiges Engagement habe Terukichi besonders beeindruckt; er gibt ihm die Erlaubnis, Hatsue zu heiraten.

## Motive
- Lehrstunden der Natur

Durch das ganze Buch hindurch bestimmt die Natur das Leben auf der Insel. Während Mishima die Geschichte über ein junges Paar erzählt – geplagt durch Gerüchte, Eifersucht und Klassenunterschiede – zieht er Parallelen zwischen den Lektionen, die beide zu lernen haben und den Lektionen, die die Natur erteilt. Mishima behauptet, die Natur sei allmächtig und abseits menschlichen Einflusses, weshalb sie respektiert werden sollte. Diesen Respekt erweise man der Natur, indem man sie imitiere – nur so könne man mit ihr in Einklang und Harmonie leben.
Als erstes wird dies durch Hatsue deutlich. Hatsue ist die junge, wunderschöne Tochter Terukichis, des mächtigsten Mannes der Insel. Sie hat über viele Jahre die Kunst des Muscheltauchens perfektioniert und dadurch, dass sie ähnlich der Natur Wert auf ihre Schönheit legt, hat sie viele Bewunderer. Muscheltauchen ist eine gefährliche und schwierige Tätigkeit; durch ihre jahrelange Arbeit lehrt das Muscheltauchen – insbesondere die kalten Gewässer und Gefahren durch gefährliche Seetiere – Hatsue viel über Stärke, Mut und darüber, dass die größten Schätze oft in harten, unansprechenden Äußerlichkeiten eingeschlossen sind. Dieses naturgelehrte Wissen hilft ihr, den Partner ihres Lebens zu finden; denn anders als die anderen Dorfbewohner kann sie durch Shinjis Äußerlichkeit als Arbeiter der Unterschicht hindurchsehen und den seltenen, wertvollen Charakter in ihm erkennen.
Gleichzeitig werden die, die nicht nach der Natur leben, bestraft. Yasuo ist ein egozentrischer Jüngling und der Sohn einer reichen, angesehenen Familie. Obwohl Yasuo eigentlich ein geborener Führer ist, ist er auch aufdringlich, unnachgiebig und narzisstisch – entgegen den Lektionen der Natur. Als Hatsue in das Dorf zurückkehrt, ist Yasuo von ihr angetan und wird eifersüchtig, als das Gerücht um die Liebesbeziehung zwischen Hatsue und Shinji aufkommt. Dadurch fühlt er sich angestachelt, das Geschehen selbst in die Hand zu nehmen, weshalb er Hatsue eines Nachts versucht zu vergewaltigen. Der Versuch wird direkt durch die Natur bestraft; durch sein abruptes Hantieren zieht er die Aufmerksamkeit eines provozierten Hornissenschwarms auf sich, der seinen ganzen Körper zersticht.
Zuletzt nutzt Mishima Shinjis direkte Konfrontation mit einer mächtigen Erscheinung der Natur, einem Taifun, um diese Philosophie zu Ende zu bringen: Wenn Jemand lernt mit der Natur, nicht gegen die Natur zu arbeiten, erlernt er auch in Harmonie mit ihr zu leben. Als Shinji gebeten wird, der Schiffsmannschaft der Utajima-maru beizutreten, nimmt er den Beruf begeistert an. Als das Schiff nahe dem Hafen von Okinawa in den unkontrollierbaren Taifun gerät, meldet sich Shinji freiwillig dafür, das gerissene Schiffsseil trotz des Sturmes wieder zusammenzuflicken. Er nutzt alles, was er über die Jahre durch und über die Natur gelernt hat überzeugt, um die Mannschaft vor dem sicheren Kentern zu retten. Am Morgen nach dem Sturm wacht er zu einem "tiefblauen, klaren Himmel" und einer "ruhigen, glitzernden See" auf. Trotz seines einfachen Gemüts hatte Shinji durch seine Schiffmannstätigkeit immer eine enge Verbundenheit zur Natur und großen Respekt vor ihrer Stärke. Dadurch, dass er lernt, diese Stärke in sich selbst aufzunehmen, rettet er nicht bloß sich selbst, sondern auch die Leben seiner Mannschaftsmitglieder.
Mishima karikiert die Natur als eine gefährliche Kraft, die gelegentlich Gewalt ausübt. Wer sich jedoch öffnet, ihre natürlichen Lehren aufzunehmen, kann ihre unsagbare Stärke in sich verkörpern und anderen mit mehr Empathie und Sorge gegenübertreten.
- Liebe, Sex und Hingabe

Im Wesentlichen ist Der Klang der Wellen eine Liebesgeschichte. Als Shinji und Hatsue das erste Mal Zuneigung füreinander empfinden, machen sie ihre ersten Erfahrungen mit Liebe und Sex. Ihr Umgang miteinander ist dabei aber nie oberflächlich, sondern im selben Maße spirituell. Mishima verstärkt dadurch abermals, dass wahre Liebe und wahre Hingabe – im Gegensatz zu reiner physischen Attraktivität oder Kompatibilität aufgrund sozialer Klasse – sich am Ende immer gegen Eifersucht, Grausamkeit und Lügen durchsetzen wird.
Als sich Shinji und Hatsue annähern, ist es genau diese Ehrlichkeit und dieser Optimismus, weshalb ihre Hingabe trotz der Vereitelung durch Außenstehende weiter Bestand hat. Dies wird deutlich in der Szene, als Shinji vor einem Feuer einschläft, während er auf Hatsue wartet. Als er aufwacht, steht Hatsue halbnackt davor, um ihre Kleidung und ihren Körper von der kalten See zu trocknen. Hatsues schamlose Nacktheit vor Shinji demonstriert die Reinheit und Naivität ihrer jungen Liebe. Als Shinji aufwacht, fordert ihn Hatsue scherzend dazu auf, sich auch auszuziehen – nicht aus einem sexuellen Verlangen heraus, sondern nur damit sie "in derselben Position stecken." Als Shinji und Hatsue sich zueinanderlegen, fühlen sie ein Gefühl "puren Glückes". Statt Geschlechtsverkehrs, wozu Hatsue nicht bereit ist, präsentiert Shinji ihr die schöne pinke Muschel vom Strand, die ihn an Hatsue erinnert hat. Durch die Szene wird die Unschuld deutlich, die Hatsues und Shinjis Beziehung kennzeichnet. Obwohl sie auch physisch zueinander hingezogen sind, sind sie vielmehr spirituell verbunden – laut Mishima ist es erst das, wodurch eine Beziehung fruchtet.
Als Chiyoko die Gerüchte um das junge Paar verbreitet und sogar Hatsues Vater Terukichi den weiteren Umgang mit Shinji untersagt, müssen Hatsue und Shinji mit der öffentlichen Bloßstellung und den bissigen Kommentaren ihrer Dorfbewohner leben. Doch trotz all dieses Geredes wird der Bund zwischen Shinji und Hatsue nicht schwächer; sie finden stattdessen andere Weisen miteinander im Kontakt zu bleiben.
Mishima betont in der Geschichte wie Shinjis Hingabe zu Hatsue ihm nicht nur Kraft gibt, die Sabotage durch Außenstehende zu überstehen, sondern auch echte Gefahren. Als Shinji sich der Aufgabe annimmt, das Schiff von Hatsues Vater Terukichi zu steuern, gibt Hatsue ihm ein Selbstporträt für den Weg nach Okinawa mit. Während des Taifuns betrachtet Shinji das Porträt mehrfach, um den Willen und die Stärke für seine lebensbedrohliche Aufgabe zu sammeln, das Seil zusammenzuflicken. Am Ende ist es genau diese Art an Stärke, die Terukichi überzeugt, dass Shinji der richtige Mann für Hatsue ist. Damit schließt sich der Kreis: Die Unschuld und Ehrlichkeit ihrer jungen Liebe ermöglicht Shinji letztlich seine große Liebe zu heiraten.
- Erwachsenwerden

Eine weitere Philosophie Mishimas dreht sich um das Erwachsenwerden des Protagonisten, Shinji. Über die Chronologie des Romans lernt Shinji viele wichtige Lektionen über Liebe, Ehre, soziale Klassen, Familie und den Wert harter Arbeit. Mishima impliziert mehrfach, dass die einzige Art tatsächlich den Schritt von Junge zu Mann zu machen, ist, selbstlos und anpassungsfähig zu sein.
Shinji ist eine von Grund aufopferungsvolle Person, um Erwachsen zu werden, muss er aber lernen, noch selbstloser zu werden. Anfänglich zeigt er diese Selbstlosigkeit, indem er alle gefangenen Fische und das verdiente Geld an seine verwitwete Mutter und seinen Bruder weggibt. Shinji trägt zerlöcherte Kleidung und es vergeht kaum ein Tag, an dem er nicht arbeitet. Obwohl er dieses einfache Leben lebt, kommt er nie auf die Idee, das Geld für sich zu behalten und verwenden. Shinjis natürliche Selbstlosigkeit demonstriert, wie gut er bereits am Anfang der Geschichte auf sein Heranwachsen zusteuert. Als Hatsue im Dorf ankommt, besteht für Shinji die Gefahr, seine alten Gewohnheiten komplett aufzugeben, für ein Leben mit höherem sozialen Status und der Befriedigung eigener Bedürfnisse. Shinji geht jedoch gar nicht mit dieser Intention an die Beziehung ran. Statt sich selbst aufzuhelfen, priorisiert er weiterhin andere.
Auch als die Gerüchte im Dorf verbreitet werden, gibt Shinji Hatsue die Möglichkeit, Abstand zu nehmen, obwohl ihn dies innerlich plagt. Dafür, dass Hatsue ihr öffentliches Ansehen wieder herstellen kann, nimmt Shinji seinen eigenen schlechten Ruf in Kauf. Während seiner Distanz zu Hatsue kommen Shinji Zweifel an seiner Entscheidung: Er überlegt, ob er Hatsue dazu bewegen soll, mit ihm auszubrechen und Shinjū (romantischer Doppelsuizid) zu begehen, um im "Jenseits für immer zusammen zu sein". Er entscheidet sich aber dagegen, da die Gedanken solche sind, die nur von "egoistischen Personen" kommen, die "nur an sich selbst denken" – zöge er seinen Plan so durch, beschädigte er sowohl Hatsues Reputation irreparabel und ließe seine Mutter allein. Obwohl seine missliche Lage ihn vor die schwere Aufgabe stellt, all dies außer Acht zu lassen und für sich selbst zu handeln, entscheidet sich Shinji dagegen – ein Beweis seiner steigenden Selbstlosigkeit.
Seinen Höhepunkt findet seine Selbstlosigkeit in dem Zusammentreffen mit dem Taifun am Ende des Buches. Trotz der lebensbedrohenden Gefahr entscheidet sich Shinji, das zerrissene Seil zusammenzuflicken und dadurch seine Schiffsmannschaft zu retten. Dieser mutige, selbstlose Akt symbolisiert den letzten Schritt des Erwachsenwerdens – seine "Coming-of-Age-Story" ist vollendet.
Mishimas Philosophie zum Erwachsenwerden unterscheidet sich erheblich von anderen Coming-of-Age-Romanen seiner Zeit. Erwachsensein wurde meist mit Eigentum in Verbindung gebracht – der Hausmeister, der die Führung des Unternehmens übernimmt, der Tellerwäscher, der Millionär wird. Diese westliche, materialistische Weise das Heranwachsen zu betrachten, lehnt Mishima ab. Stattdessen sei vollkommene Selbstlosigkeit das Zeichen und zugleich Ziel dafür, den Schritt zum Erwachsenwerden geschafft zu haben.
- Gesellschaftsschichten, Vermögen und Macht

Mishima betont vermehrt, wie starke Ungleichheit von Vermögen und Macht Gesellschaften auseinandertreiben kann. Der Wert einer Person solle – entgegen vermeintlichen Tendenzen des westlichen Kapitalismus – nicht an dessen Eigentum, seiner sozialen Klasse oder seiner Macht gemessen werden, sondern gänzlich an seinem moralischen Kodex. Im Zentrum steht hierbei der Konflikt zwischen Shinji, einem armen Fischer, der sein gesamtes Vermögen an seine Mutter gibt, und Hatsues Vater Terukichi, dem reichsten Manne der Insel.
Uta-jima ist in verschiedene Klassen divergierender Vermögen und Macht aufgeteilt. Die meisten seiner Einwohner sind schlechtbezahlte Fischer oder Taucher – die Männer fischen den ganzen Tag, um ihre Familien ernähren zu können, während die Frauen beim Tauchen Verletzungs- und Unterkühlungsrisiken eingehen. Trotz ihrer Aufopferung sieht die Arbeiterschicht Uta-jimas aber selten Gegenleistungen. Die Fischer müssen den Großteil ihrer Ausbeute an die Genossenschaft abgeben, die den Fisch wiederum teuer am Festland weiterverkauft. Die Frauen dürfen derweil den wertvollen Schmuck, den sie vom Meeresboden bergen, nicht behalten. Mishima möchte dadurch seine Philosophie unterstreichen, nach der die soziale Klasse in der Regel nicht mit dem Wert einer Person kongruiert. Die arme Schicht hat zwar kein nennenswertes Vermögen, unterstützt sich aber gegenseitig und widmet sich vollen Herzens ihrer Arbeit – ohne es wirklich zu wollen, bilden die Armen also den moralischen Maßstab. Parallel besitzt die Oberschicht zwar Luxusgüter und Macht, steht aber außerhalb der Gemeinschaft.
Als Shinji sich in Hatsue verliebt, kämpft er mit dem Problem, nicht Teil ihrer sozialen Klasse zu sein. Trotz ihrer Seelenverwandtschaft verhindert ihre soziale Klasse ihr Glück. Ein Beispiel findet sich in der Mitte des Buches: Obwohl Shinji um die Unwahrheit des Gerüchts weiß und beschämt ist, weiß er, dass er keine Chance haben wird, das Missverständnis aufzuklären, "Ich bin eben arm." Auch sein Vorgesetzter Jukichi bestärkt ihn dabei, dass Shinji nicht so böswillig verurteilt werden würde, wenn er "ein reicher Mann" wäre.
Diese Dynamik wird auch in der Rivalität zwischen Shinji und Yasuo, einem reichen jungen Mann und Bewunderer Hatsues, deutlich. Obwohl Hatsues Vater Terukichi Yasuo als perfekten Schwiegersohn ansieht (aufgrund seines sozialen Standes), ist dieser ein eigensüchtiger Rohling ohne Arbeitsmoral oder Empathie. Trotz des von Hatsues Vater vorgebrachten Vorwands, den "perfekten Partner" für Hatsue finden zu wollen, hat Yasuo allein aufgrund seines Vermögens bessere Chancen als Shinji. Erst als Shinji seine Selbstlosigkeit durch sein Engagement im Sturm unter Beweis stellt, erkennt Terukichi: Das einzige Ding, das bei einer Person wirklich zählt, ist der Wille. Er erkennt letztlich, dass Shinji – trotz des Klassenunterschieds – ein ehrenhafter Mann ist und dadurch der perfekte Partner für Hatsue.
Durch Shinjis Erlebnisse betont Mishima, dass soziale Zugehörigkeit, Vermögen und Macht nur von dem einzig Wichtigem ablenken, nämlich dem Wesen einer Person.
- Gerüchte

Durch die Geschichte suggeriert Mishima, wie Klatsch und Gerüchte nicht bloß Beziehungen, sondern ganze Gesellschaften zerreißen können, weshalb man ihnen keinen Glauben schenken sollte.
Uta-jima ist eine kleine Insel, die viele arme, hart arbeitende Menschen beheimatet, welche ihre Freizeit gerne damit verbringen, Gerüchte über ihre Nachbarn zu verbreiten. Vom normalen Fischer bis hin zur Ehefrau des Leuchthauswärters ist jeder – wissentlich oder unwissentlich – darin involviert, dass die Gerüchte Früchte tragen.
Mishima etabliert die Dynamik von Anfang an durch Missverständnisse zwischen den beiden Protagonisten, Shinji und Hatsue. Shinji schenkt zunächst dem Gerücht Glauben, Hatsue sei mit Yasuo verlobt, wodurch er demotiviert wird, sie überhaupt anzusprechen. Erst als er Hatsue mit dem Gerücht konfrontiert und diese lachend verneint, hat Shinji wieder das Gefühl ihr vertrauen zu können. Ebenso hört Hatsue das Gerücht, Shinji und Chiyoko seien ineinander verliebt. Dadurch interpretiert sie Situationen, in denen Shinji ihr aus dem Weg gegangen ist, als Beweis für das Gerücht. Erst bei ihrem konfrontierenden Gespräch kommt die Wahrheit ans Licht. Mishima macht dadurch schon früh die vernichtende Wirkung von Gerüchten deutlich, die selbst Verliebte auseinanderreißen können.
Die verheerende Wirkung von Gerüchten wird noch deutlicher, wenn ihr Einfluss auf die ganze Bevölkerung Uta-jimas klar wird. Als Chiyoko das Gerücht verbreitet, Shinji und Hatsue wollen vorehelichen Sex haben, hat dies Auswirkungen auf die ganze Insel: Terukichi verbietet den Kontakt und hält Hatsue im Haus, die Reputation beider Liebender ist zerstört und auch die Beziehungen zwischen einzelnen Schichten werden schlechter – beispielsweise durch Shinjis Mutter, die erstmals merkt, wie wenig Terukichi sie als Person ernst nimmt. Die wohl schlimmste Folge des Gerüchts ist die versuchte Vergewaltigung durch Yasuo.
Insbesondere durch Yasuos Tat exemplifiziert Mishima die Folgewirkungen von Gerüchten: Jeder, der sie vernimmt, möchte wieder "Gerechtigkeit" herstellen und die vermeintlichen Übeltäter bestrafen. Zwar können Shinji und Hatsue am Ende ihre Unschuld beweisen und ein gemeinsames Leben aufbauen, doch geht es beinahe irreparabel schief.

## Symbole
- Muscheltauchen

Das Muscheltauchen symbolisiert die Schönheit, die sich in Anstrengungen findet. So wie die Frauen der Insel ihre Gesundheit ans Limit bringen, um wunderschöne Perlen zu bergen, sollten nach Mishima alle Menschen sich durch schwere Situationen bringen, um aus ihnen Lektionen ziehen zu können und zu wachsen. Sowohl Hatsue als auch Shinjis Mutter haben durch ihre Tätigkeit gelernt, wie wichtig es ist, Unangenehmes durchzustehen, um Schönes zu erreichen.
- Hornissen

Durch Hornissen macht Mishima an mehreren Stellen der Geschichte deutlich, wie die, die sich den Lektionen der Natur entgegenstellen, von dieser bestraft werden: Ihnen wird ein harmonisches Leben inmitten der Natur verwehrt. Die wichtigste Szene ist dabei, als Yasuo versucht, Hatsue des Nachts zu vergewaltigen. Hatsue selbst kann sich der rohen Gewalt Yasuos nicht erwehren; erst der Hornissenschwarm beendet den Akt.

## Figuren
- Shinji Kubo

Shinji ist der Protagonist des Romans. Seine Tage verbringt er mit seiner Arbeit als Fischer zusammen mit seinem Arbeitskollegen Ryuji und seinem Vorgesetzten Jukichi. Shinji hat eine starke Verbundenheit zur Natur und seiner Arbeit. Er nimmt seine Stärke aus der See und pflegt eine innige Beziehung zu seiner Mutter. Er verliebt sich in Hatsue und plant mit ihr eine Zukunft, ist aber pessimistisch wegen ihrer unterschiedlichen sozialen Klassen und seinem Konkurrenten Yasuo, ein reicher, aber egoistischer Junge seines Alters. Als Chiyoko das Gerücht verbreitet, Shinji wolle mit Hatsue schlafen, findet er sich das erste Mal als Gesprächsthema im Dorf wieder. Trotz des Gegenwinds kämpft er um seine Liebe zu Hatsue, was sich am Ende auszahlt – als Shinji seine Mannschaft vor dem Kentern bewahrt, gewährt Hatsues Vater die Beziehung der beiden.
- Hatsue Miyata

Hatsue wird als schöne, mutige, aber sensible Frau beschrieben. Sie ist die Tochter Terukichis, des vermögendsten Mannes der Insel. Hatsue lebte viele Jahre auf einer entfernten Insel, ehe Terukichi beschloss, sie zurück nach Uta-jima zu holen. Sie verliebt sich schnell in Shinji, doch droht die junge Liebe am durch Chiyoko verbreiteten Gerücht zu zerbrechen. Hatsue ist sensibel und emotional, aber nie egozentrisch oder selbstbemitleidend, selbst als ihr Vater sie an den aufbrausenden Yasuo verheiraten will. Darüber hinaus ist sie eine talentierte Muscheltaucherin, mit großer Arbeitsmoral und Furchtlosigkeit hinsichtlich den Gefahren der Natur. Die dankbare, optimistische und gehaltvolle Natur Hatsues ist in vielen Hinsichten Mishimas Vorstellung an Moral, die er durch den Roman transportieren möchte.
- Yasuo Kawamoto

Yasuo ist der aufbrausende, eingebildete und verwöhnte Präsident von Uta-jimas Gentlemen-Gesellschaft. Geboren in Vermögen und Macht redet Yasuo laufend über seine sexuellen Abenteuer und Errungenschaften, hat aber seinerseits nie an harter Arbeit partizipiert. Mishima beschrieb Yasuo als klassischen Antagonisten, denn er glaubt, dass seine Klasse und sein Vermögen ihn über andere stellt; Selbstlosigkeit und die Lektionen der Natur sind ihm egal. Er verliebt sich in Hatsue, strotzt vor Eifersucht gegenüber Shinji und ist derjenige, der Chiyokos Gerücht in die Welt setzt. Da Hatsue seine Gefühle nicht erwidert, versucht er, sie gewaltsam zu Sex zu zwingen, wird aber durch einen Hornissenschwarm aufgehalten. Am Ende des Buches wird er von Terukichi auserwählt, Teil der Schiffsmannschaft zu sein. Als das Schiff in einen Sturm gerät, versteckt er sich jedoch an Deck und lässt Shinji den Vortritt – letztlich kostet ihn dies die Hochzeit mit Hatsue.
- Shinjis Mutter

Shinjis Mutter ist eine verwitwete Frau und alleinerziehender Elternteil von Shinji und Hirochi. Als erfahrene Muscheltaucherin ist sie athletisch, mutig und hingebungsvoll gegenüber ihrer Familie. Gleichzeitig ist sie innerlich zerrissen: Zum einen besucht sie regelmäßig das Grab ihres verstorbenen Ehemannes und schwört ihm ewige Treue, zum anderen erwischt sie sich dabei, ein abenteuerlicheres Leben mit einer neuen Liebe führen zu wollen. Als die Gerüchte über Shinji die Runde machen, versucht sie mit aller Kraft, seinen Ruf wiederherzustellen, wird von Terukichi aber abgewiesen. Shinjis Mutter liebt ihre Arbeit und langweilt sich in den Frühlings- und Sommermonaten. Ihre Kraft zieht sie primär aus den anderen Frauen des Dorfes.
- Terukichi Miyata

Terukichi, oft auch nur Onkel Teru genannt, ist der selbstbewusste und imposante Eigentümer zweier großer Frachter. Auch wenn Terukichi der reichste Mann der Insel ist, ist er ein solches Leben nicht gewohnt, da er sich von unten nach oben gearbeitet hat. Mishima beschrieb Miyata als "Personifikation von Uta-jimas Mühe, Zielstrebigkeit, Ambition und Stärke". Mishima impliziert, dass Terukichi die Lektionen der Natur früher zwar gelernt hat, diese durch seinen plötzlichen Erfolg aber wieder verlernte. Nachdem Terukichi seinen einzigen Sohn verloren hat, holt er Hatsue von ihrer Insel zurück und plant, sie zu verheiraten. Durch sein oberflächliches Weltbild ist er wuterfüllt, als die Gerüchte um Shinji und Hatsue die Runde machen. Seine Fassade bröckelt aber zunehmend, je mehr er die Trauer seiner Tochter wahrnimmt, sodass er nachgibt und einen Test initiiert, bei dem sich der perfekte Partner seiner Tochter herausstellen soll – diesen besteht Shinji. Trotz seiner Dickköpfigkeit besinnt sich Terukichi am Ende des Romans wieder seiner alten Werte und der erlernten Lektionen.
- Der Leuchtturmwärter

Der Leuchtturmwärter übersieht den großen Leuchtturm der Insel. Er wird beschrieben als ruhiger und gedankenverlorener Mann, der viel Passion für seine Ehefrau und seine Tochter, Chiyoko, übrig hat. Er empfindet große Leidenschaft für seinen Beruf und gibt am Ende des Romans dem Liebespaar, Shinji und Hatsue, eine Tour, um ihnen zu zeigen, wie – ähnlich einem Leuchtturm, der Licht ins Dunkle der Insel bringt – auch Liebe und Hingabe Licht in die Dunkelheit des Lebens bringen kann.
- Die Ehefrau des Leuchtturmwärters

Die Ehefrau des Wärters ist eine freundliche, gesprächige Frau, mit großer Verbundenheit zu ihrer Familie. Obgleich sie sich häufig in Skandale und Gerüchte verwickelt, übernimmt sie Verantwortung für sich, ihre Familie und die Bevölkerung der Insel. Sie versteht sich gut mit Shinji, sodass – als Chiyoko ihr von den Gerüchten beichtet – sie Terukichi direkt konfrontiert, um den Schaden wiedergutzumachen.
- Chiyoko

Chiyoko ist die unsichere und eifersüchtige Tochter des Leuchtturmwärters. Sie besucht die Universität in Tokio und ist damit eine der wenigen Menschen, die regelmäßig die Insel verlassen. Vor Beginn des Romans hatte sie eine Liebesbeziehung zu Shinji, die jedoch einseitig in die Brüche gegangen ist. Bedingt durch ihre Eifersucht stiftet sie Yasuo dazu an, das Gerücht über Shinji zu verbreiten. Erst als sie im direkten Gespräch mit Shinji gewahrt, was sie getan hat, bekommt sie Gewissensbisse und beichtet ihre Taten ihren Eltern im Briefverkehr. Obwohl Chiyoko sich selbst als hässlich und langweilig empfindet und aus diesen Emotionen heraus impulsiv reagiert, beweist sie sich am Ende doch als selbstlose Person.
- Hiroshi Kubo

Hiroshi ist der jüngere Bruder von Shinji. Er wird als aufgeweckter, unreifer und bisweilen etwas geiziger Charakter beschrieben. Er empfindet viel Freude daran, seinen Bruder in Schwierigkeiten zu verwickeln, hat aber trotzdem einen guten Draht zu ihm. Hiroshi ist ein Weltenbummler, der nach seinem Klassenausflug nach Kyoto und Osaka das Ziel gefasst hat, später die Welt zu bereisen. Mishima beschreibt ihn als gute Seele, der aber noch einige Schritte meistern muss, bevor er die Selbstlosigkeit erreicht hat, die zum Erwachsensein notwendig ist.
- Jukichi Oyama

Jukichi ist ein Meister-Fischer, Eigentümer eines Fischerverbandes namens Taihei-maru und Vorgesetzter von Shinji. Er wird als alter, ruhiger Mann, mit sonnenverbrannter Haut und viel Hingabe zu seiner Arbeit beschrieben. Für Shinji ist ein Vorbild; er gibt ihm wichtige Lektionen über Geduld, Hingabe und der Liebe zur See mit.
- Ryuji

Ryuji ist Shinjis schüchterner Arbeitskollege, der so wie dieser in Jukichi ein Vorbild sieht. In Krisenzeiten erweist er sich als guter Freund für Shinji, so verteidigt er ihn im Dorf vor den Gerüchten und transportiert Briefe zwischen den Liebenden, als sich diese nicht sehen durften.
- Der Kapitän

Der Kapitän ist ein Mitarbeiter von Terukichi und der Kapitän der Utajima-maru. Als weiser und aufmerksamer Mann beobachtet er Shinji und Yasuo auf ihrem Trip, um Terukichi später zu vermitteln, wer der geeignete Mann für Hatsue ist. Er wird als brillanter Seefahrer beschrieben; so war er auch als Notfallplan angedacht, wenn sich Shinji oder Yasuo beide weigern sollten, das Schiff vor dem Kentern zu retten.
- Sochan

Sochan ist ein Freund von Hiroshi. Während er in einer Höhle ein Spiel spielt, bemerkt er scherzhaft, wie die Wellen besonders unruhig sind, weil der "See-Gott" Shinjis Spaß verhindern möchte (gemeint ist das Gerücht, Shinji habe außerehelichen Sex mit Hatsue). Dies demonstriert seine oberflächliche und lästernde Art.
- Katchan

Katchan ist ein weiterer Freund Hiroshis. Er versucht die Gerüchte, die Sochan verbreitet, geheim zu halten, um nicht deren Freundschaft zu gefährden.
- Der Händler

Der Pendler wird beschrieben als alter, weiser Mann. Er kommt immer im Sommer nach Uta-jima, um Teppiche und Schmuck an die Muscheltaucher zu verkaufen.
- Der Priester

Der Priester ist der spirituelle Führer des Yashiro-Schreins, ein Schrein zugunsten des Seegottes.

## Historischer Kontext
Der Klang der Wellen spielt in Japan der frühen 1950er Jahre, der Periode unmittelbar nach dem Zweiten Weltkrieg. Nach Japans Kapitulation verfolgten die Alliierten Siegerkräfte, allen voran die US-amerikanischen, das Ziel, Japan zu rehabilitieren. Dies führte zu einer radikalen Verwestlichungspolitik und Änderungen der politischen, ökonomischen und sozialen Strukturen des Landes – insbesondere durch die strengen Verbote Traditionen, die geeignet waren, den Kriegspatriotismus anzufeuern (beispielsweise Kendō) und nicht zuletzt die von der alliierten Besatzungsregierung aufgesetzten Verfassung des Staates Japan.
Obwohl das Fischerdorf isoliert ist von den großen Inseln Japans, macht Mishima eindeutige Anspielungen auf besagte Verwestlichung, indem alle Dorfbewohner, die aus größeren Städten wie Tokio oder Osaka kommen, Skepsis gegenüber den neuen Technologien und wandelnden Mode-Trends äußern. Mishima, seines Zeichens Nationalist und Gegner der Verwestlichung Japans, romantisiert das Leben auf der kleinen, konservativen Insel, in der eine kollektive Hingabe zu traditioneller Kleidung, traditioneller Arbeit und traditionellen sozialen Rollen vorherrscht.

## Inspirationen

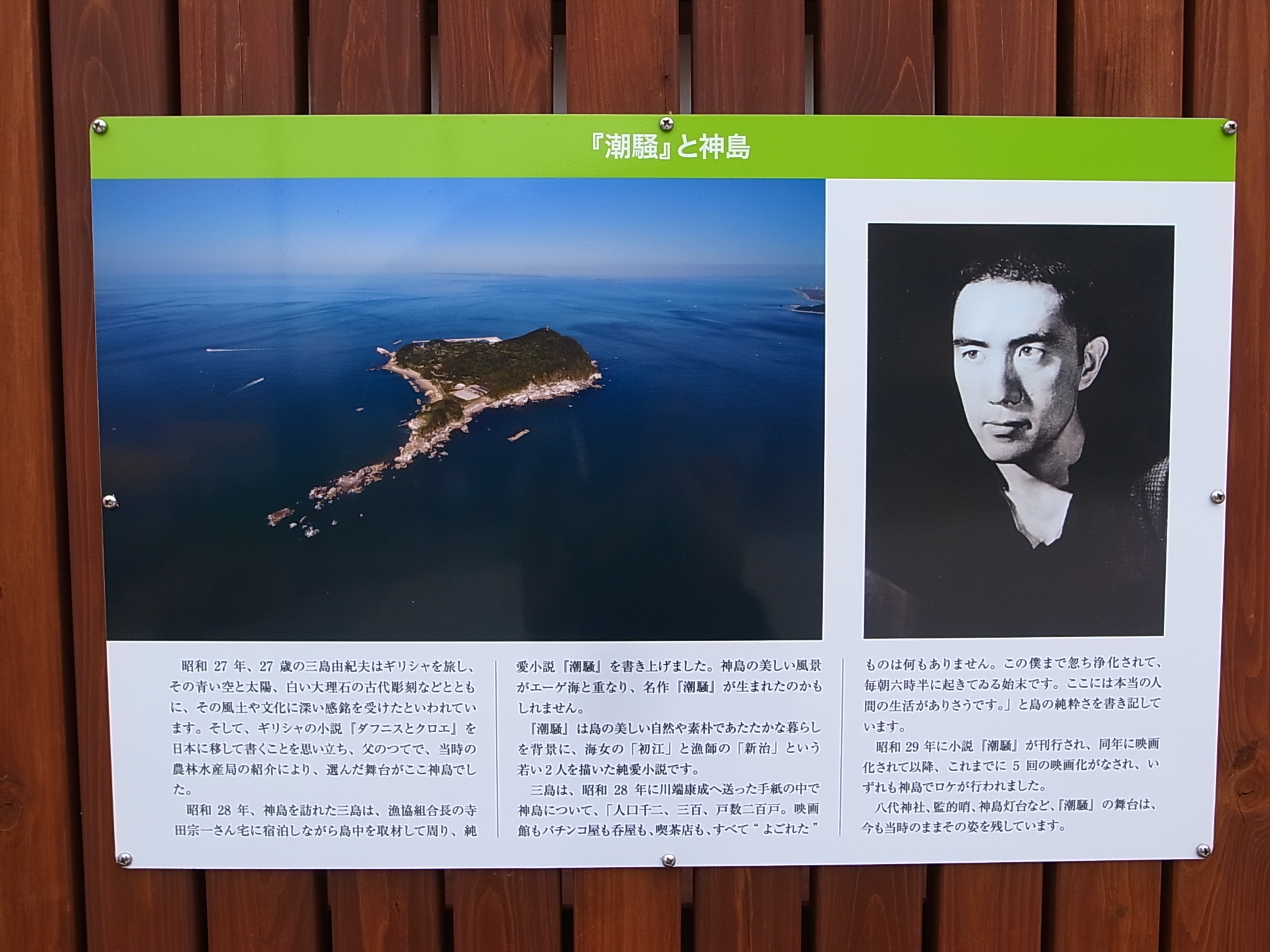
Informationsschreiben zu Mishima und dem Roman in Kamishima.

Bedingt durch seinen kommerziellen Erfolg besuchte Mishima ab 1950 fremde, allen voran europäische Länder und lebte einige Monate in Griechenland und setzte sich akribisch mit der griechischen Mythologie auseinander. Seine Reisen dokumentierte er ausführlich in Der Becher des Apollo (アポロの杯).
Neben eigenen Erfahrungen aus Griechenland ließ Mishima vor allem die Sage von Daphnis und Chloe in den Schreibprozess einfließen. In der Sage, spielend auf der griechischen Insel Lesbos, verlieben sich zwei Findelkinder – Daphnis und Chloe – ineinander, meiden sich aber aus der Angst heraus, etwas falsches zu machen. Chloe wird von vielen Männern umworben, die mit allen Mitteln versuchen, die Liebe zwischen Daphnis und Chloe zu verhindern. Am Ende finden sie jedoch ihre leiblichen Eltern wieder und bekommen die Erlaubnis, einander zu heiraten.
Die fiktive Insel Uta-jima ist der realen Insel Kamishima nachempfunden. Die wortwörtliche Übersetzung wäre "Klang-Insel" (jp. jima heißt dt. Insel; jp. Uta heißt dt. Klang). Der Name spielt auf den omnipräsenten Klang der Wellen an, den die Dorfbewohner vernehmen. Die Insel in ihrer genauen Beschreibung existierte zum Zeitpunkt der Buchveröffentlichung zwar nicht; 1995 kaufte die bekannte japanische Sängerin Masashi Sada aber die kleine Insel Tera Shima, lokalisiert in der Ōmura-Bucht nähe Nagasaki, für 20 Millionen Yen und benannte sie in Uta-jima um.

## Adaptionen
Aufgrund seines großen Erfolges wurde der Roman mehrfach adaptiert. Eine animierte Adaption wurde im Central Park Media als The Sound of Waves: Part 1 & 2 veröffentlicht. Realadaptionen gab es in den Jahren 1954, 1964, 1971, 1975 und 1985.